# Spilosoma germanica
Spilosoma germanica là một loài bướm đêm thuộc phân họ Arctiinae, họ Erebidae.